# Zombie Strippers
Zombie Strippers (en Hispanoamérica: El ataque de las zombies) es una película de terror de Estados Unidos de 2008, dirigida por Jay Lee y protagonizada por Robert Englund, Jenna Jameson y Penny Drake. 

## Sinopsis
En un club de estriptis, un extraño cliente se presenta con un aparente estado de enfermedad. Tras unos minutos de permanecer en el club, el hombre aparentemente fallece. Sin embargo, revive y muerde a una de las trabajadoras del sitio, que termina infectada con el mismo virus que hizo revivir al hombre. Ahora, las estríperes, infectadas con el virus, inician un sangriento juego con sus clientes.

## Inspiración
La película está inspirada libremente en la obra de teatro El rinoceronte de Eugène Ionesco, en la que los personajes se muestran indiferentes cuando la gente que los rodea comienza a transformarse en rinocerontes.

## Reparto
- Robert Englund como Ian Essko.
- Jenna Jameson como Kat.
- Roxy Saint como Lillith.
- Penny Drake como Sox.
- Joey Medina como Paco.
- Whitney Anderson como Gaia.
- Jennifer Holland como Jessy.
- Shamron Moore como Jeannie.
- Jeannette Sousa como Berengé.

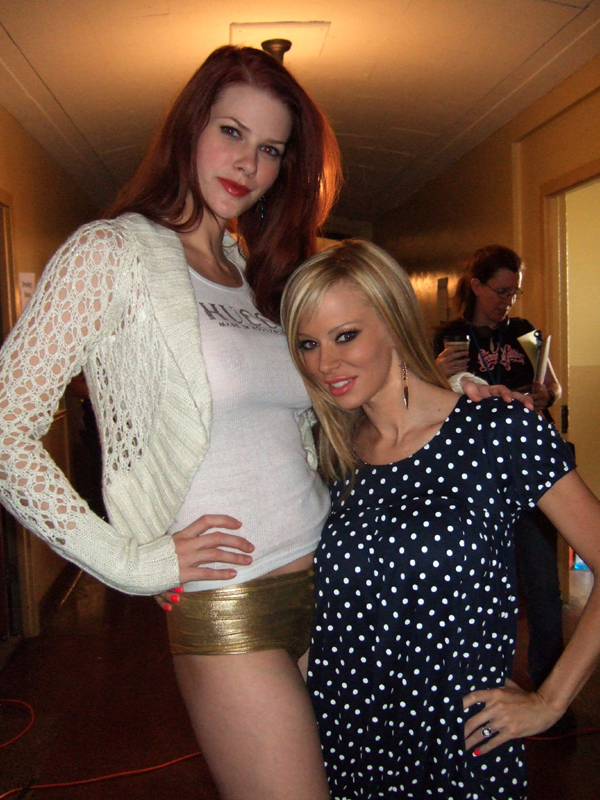
Penny Drake y Jenna Jameson en el set

- Carmit Levite como Madame Blavatski.
- Johnny D. Hawkes como Davis.
- Brad Milne como Dr. Chushfeld
- Zak Kilberg como Byrdflough.
- Jen Alex Gonzalez como Ryker.

## Recepción
La película ha recibido reseñas mixtas por parte de la prensa. En Rotten Tomatoes cuenta con un 39% de aprobación, basado en 62 reseñas, con un rating promedio de 4.6/10. El consenso indica: "Aunque con una buena campaña publicitaria, Zombie Strippers sufre de una pobre ejecución, y nunca logra explotar adecuadamente su estúpida premisa". Metacritic le dio una puntuación de 45 sobre 100, basado en 15 reseñas.